# タテハチョウ族
タテハチョウ族（学名：Nymphalini）は、タテハチョウ科タテハチョウ亜科を分類する族の1つである。
一般的な名前にはadmirals、anglewings、commas、tortoiseshellsなどがあるが、これらはいずれも特定の属に固有のものではない。
anglewing butterfliesの名前は、ラテン語の papiliones angulati, [Denis & Schiffermüller], ([1775, 1776])（角ばった蝶）の英語訳である。
角のある羽の形状の全体的な類似性に基づいて、Papilio atalanta, P. antiopa（キベリタテハ）, P. cardui（ヒメアカタテハ）, P. c-album（シータテハ）, P. io（クジャクチョウ）, P. polychloros（Nymphalis polychloros）, P. urticae（コヒオドシ）, P. xanthomelas（ヒオドシチョウ）, P. vaualbum, P. levana（アカマダラ春型）, P. prorsa（アカマダラ夏型）の総称が、Papiliones angulatiである。
また、Papiliones angulatiという用語は、系統群にのみ適用されるように再定義された。 Nymphalis（タテハチョウ属）、Papilio atalanta [→ Vanessa（アカタテハ属）]、P. cardui（ヒメアカタテハ） [→Cynthia（アカタテハ属ヒメアカタテハ亜属）]、P. levana（アカマダラ春型）とP. prorsa（アカマダラ夏型） [→Araschnia（サカハチチョウ属）]。
北半球に生息するタテハチョウ族の単系統群のグループは、羽のギザギザの輪郭と、冬に冬眠・休眠状態で成虫として生き残る能力によって特徴付けられ、さまざまな避難場所（隙間、くぼみ、空洞など）に隠れている。
この族の蝶に共通する特徴は、羽の腹側（下側）の色と斑点であり、冬眠中の蝶を隠すのに役立っている。

## 属
アルファベット順に掲載。
和名は 徳重, 森 & 福崎 (2020) による。
- Aglais Dalman, 1816 コヒオドシ属 – tortoiseshells - コヒオドシ、クジャクチョウなど
- Antanartia Rothschild & Jordan, 1903 オナガアカタテハ属 – African red admirals
- Araschnia Hübner, 1819 サカハチチョウ属 - サカハチチョウ、アカマダラなど
- Hypanartia Hübner, 1821 キオビアカタテハ属 – mapwings
- Inachis （クジャクチョウ属） – European peacock (現在はコヒオドシ属(Aglais))
- Kaniska Moore, 1899 ルリタテハ属 – blue admiral (しばしばキタテハ属(Polygonia)に） - ルリタテハ
- Mynes Boisduval, 1832 カザリタテハ属
- Nymphalis Kluk, 1781 タテハチョウ属 – anglewings, tortoiseshells - キベリタテハ、エルタテハ、ヒオドシチョウなど
- Polygonia Hübner, 1819 キタテハ属 – anglewings, commas - シータテハ、キタテハなど
- Symbrenthia Hübner, 1819 キミスジ属 – jesters
- Vanessa Fabricius, 1807 アカタテハ属 – red admirals, Kamehameha butterflies, painted ladies - ヒメアカタテハ、アカタテハなど

単型の属Tigridiaは、ウラナミタテハ属(Colobura)の近くの非常に基本的な支流としてここに配置されることがある。
また、関連するタテハチョウ亜科オリオンタテハ族(Coeini)にも配置される。
化石からのみ知られる先史時代の属は次のとおり:
- †Jupitella Carpenter, 1985
- †Mylothrites Scudder, 1875

## ギャラリー

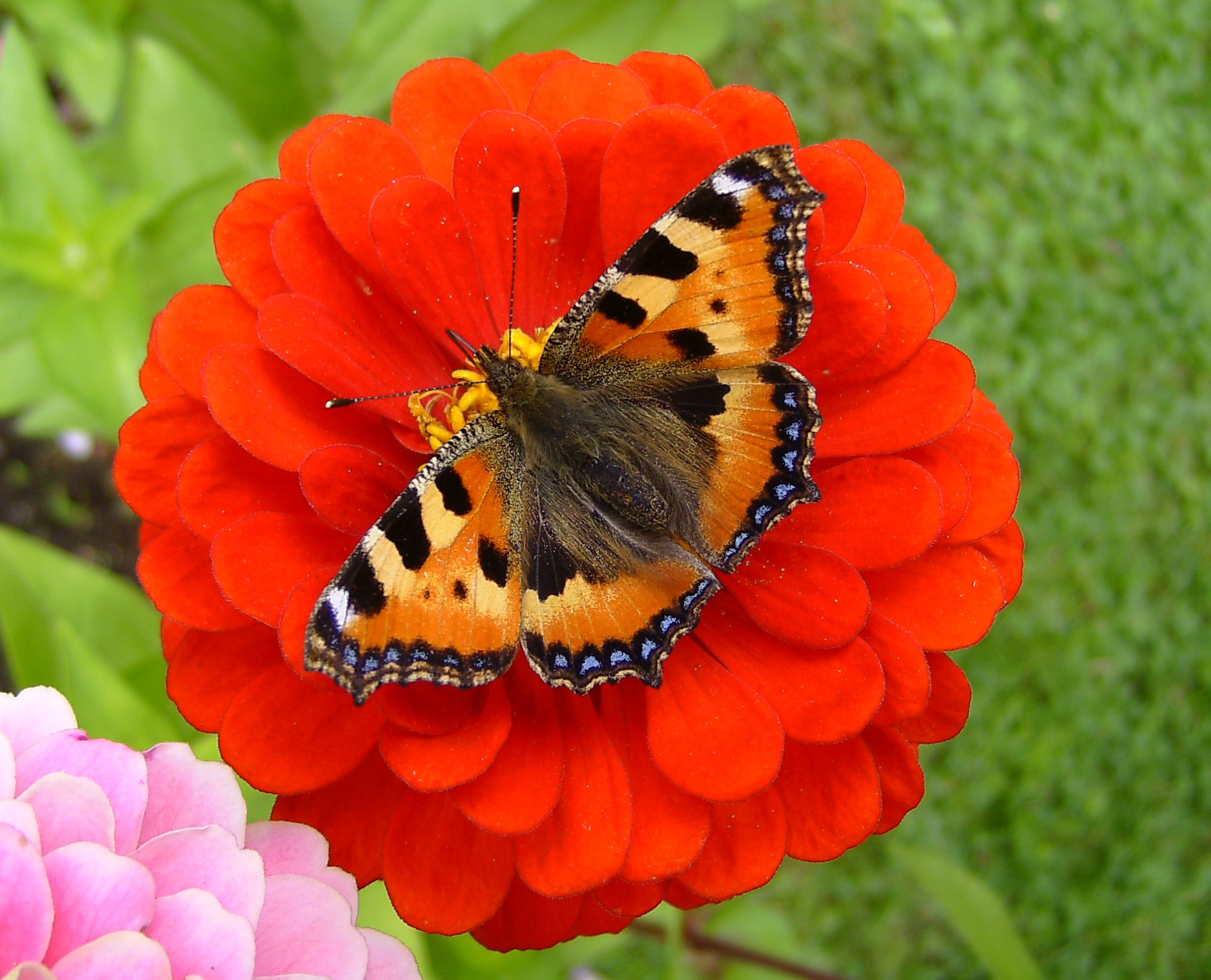
コヒオドシ Aglais urticae (コヒオドシ属)
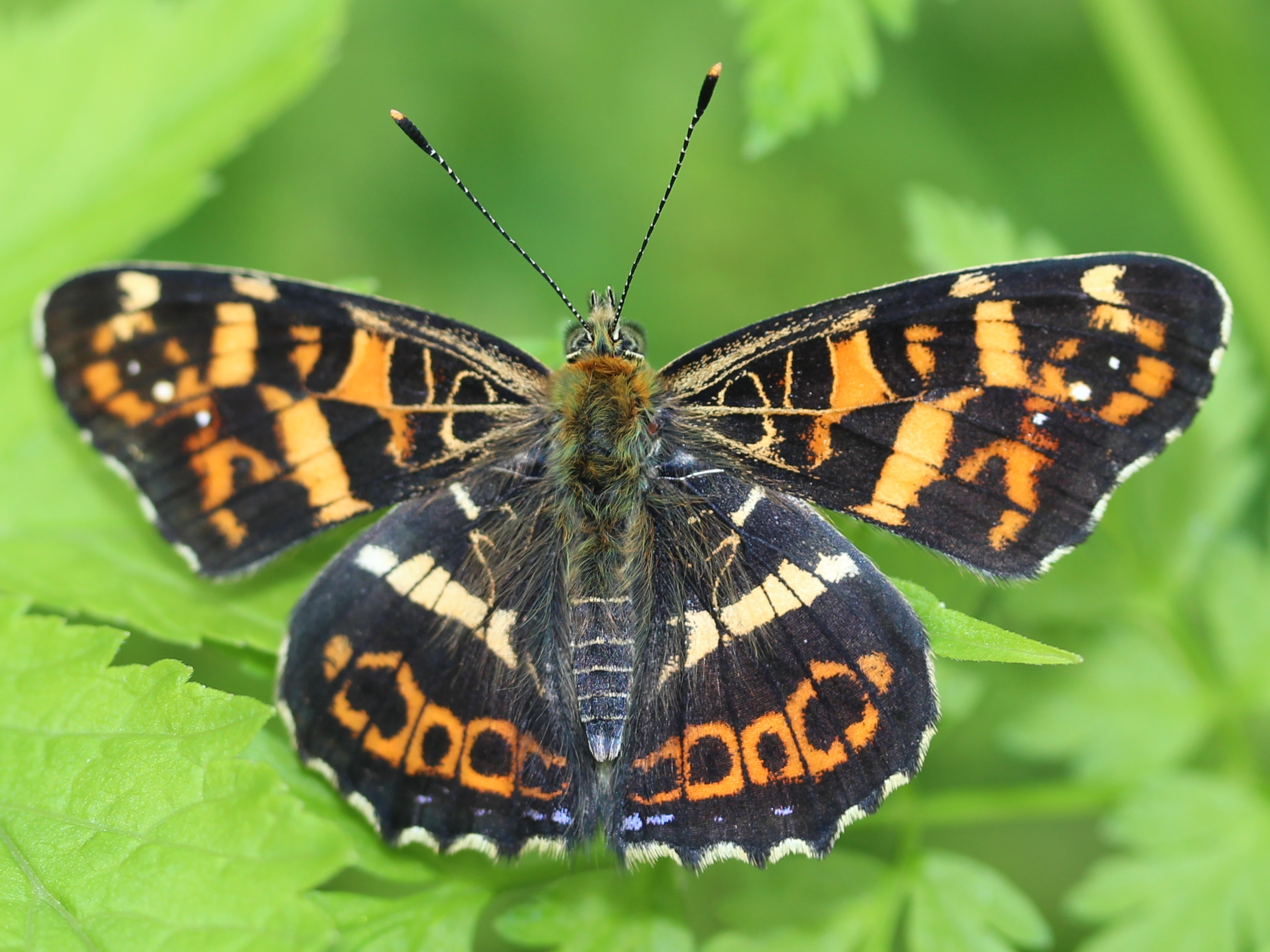
サカハチチョウ 春型 Araschnia burejana (サカハチチョウ属)
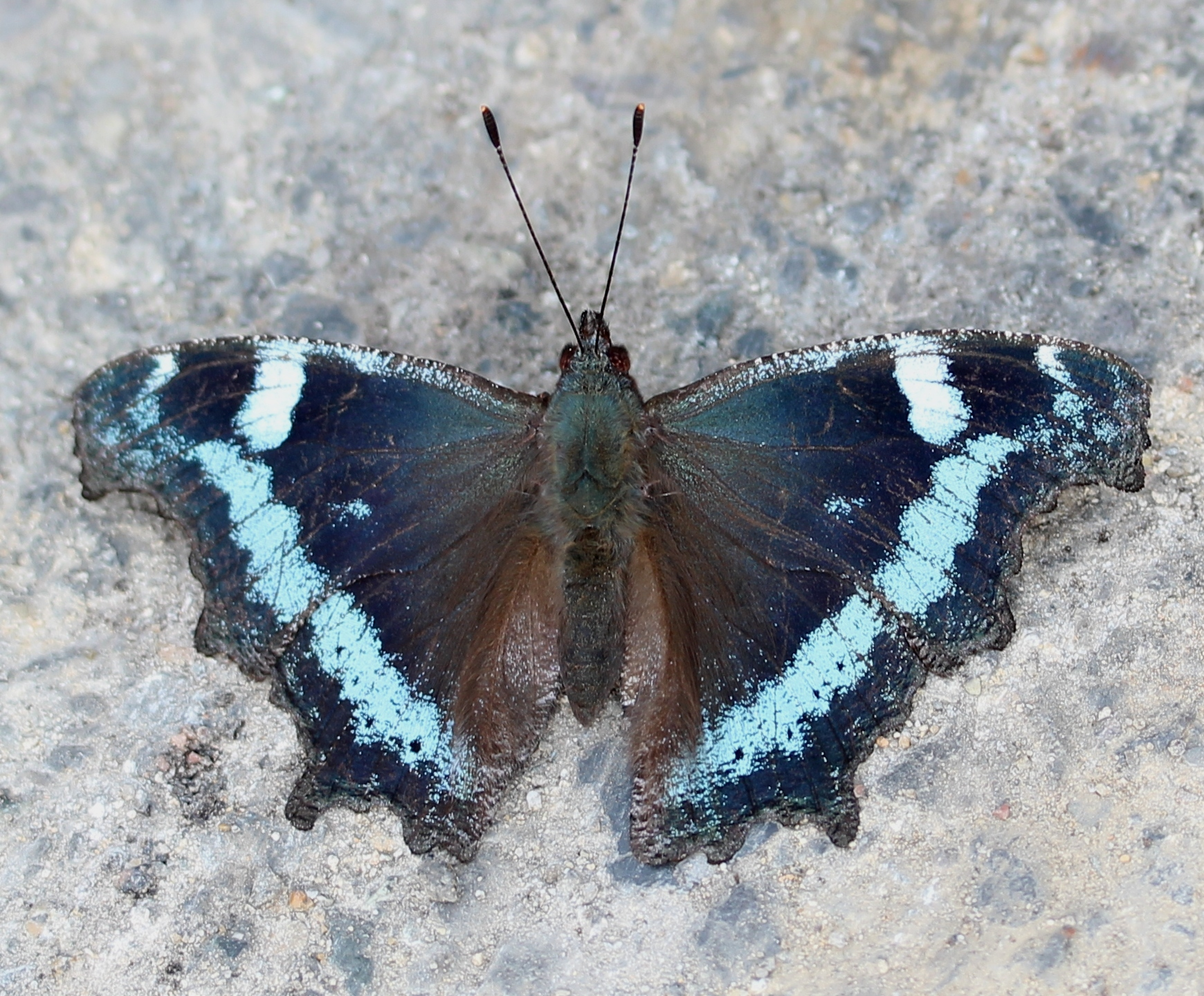
ルリタテハ Kaniska canace (ルリタテハ属)
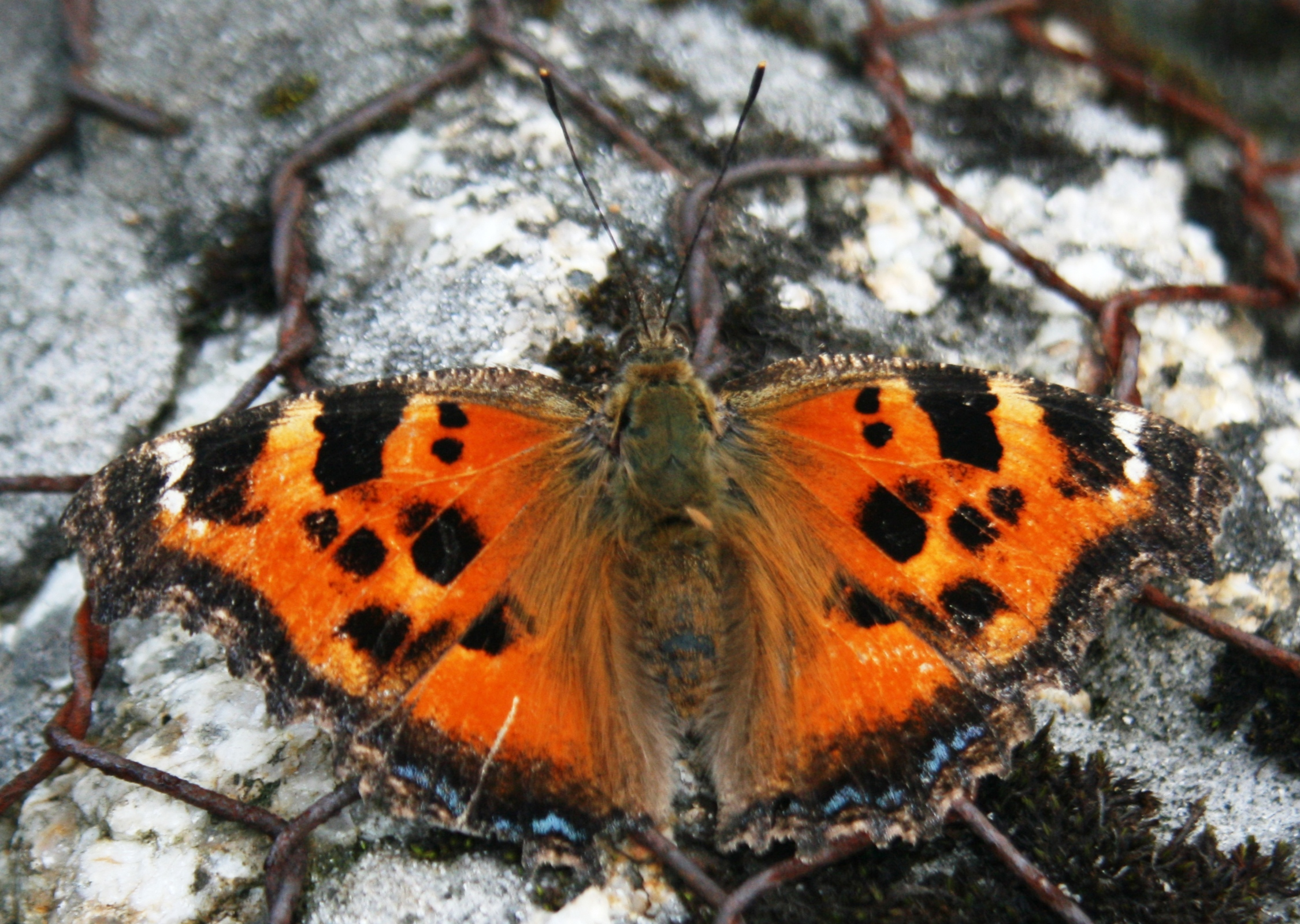
ヒオドシチョウ Nymphalis xanthomelas (タテハチョウ属)
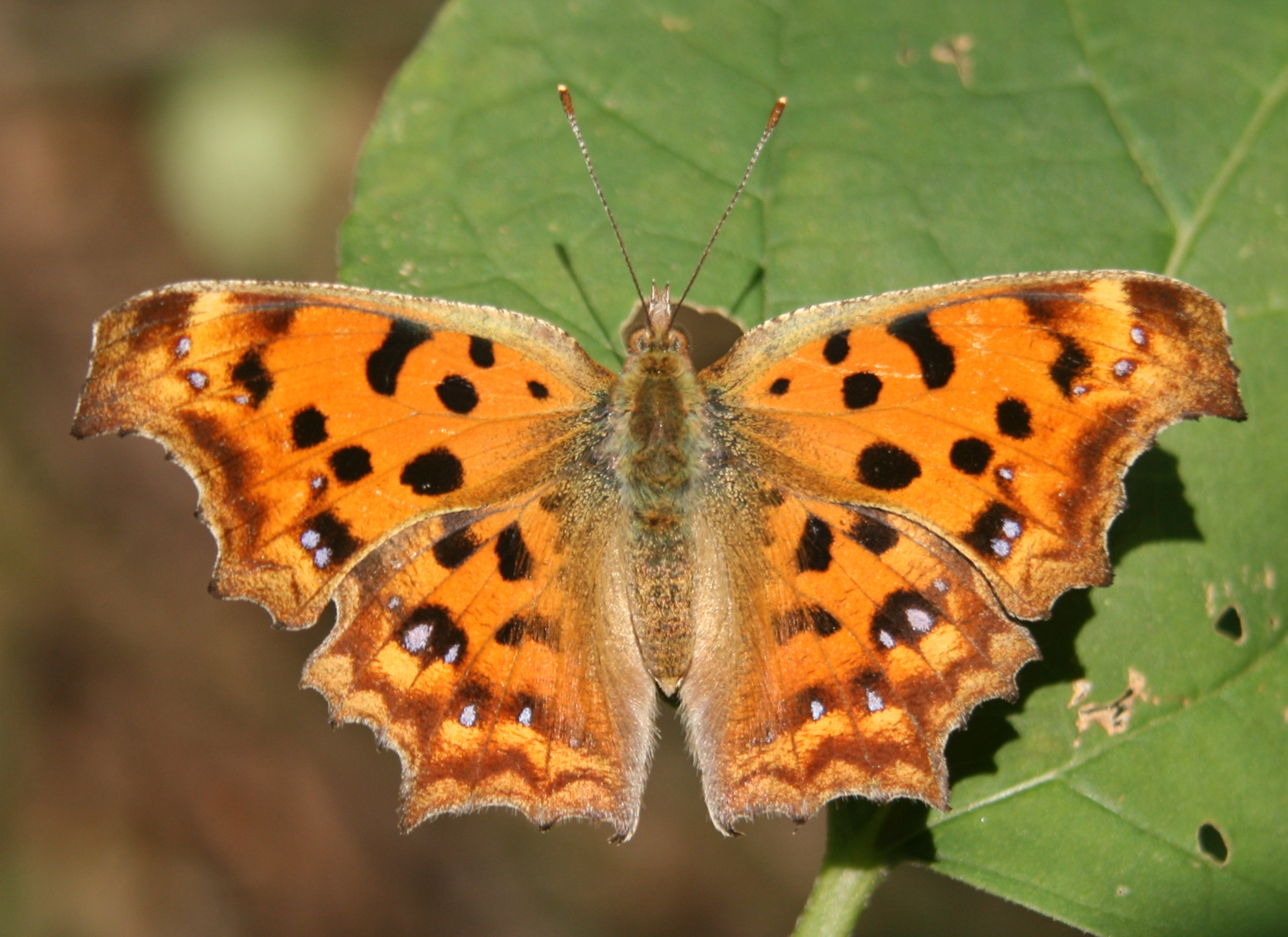
キタテハ Polygonia c-aureum (キタテハ属)
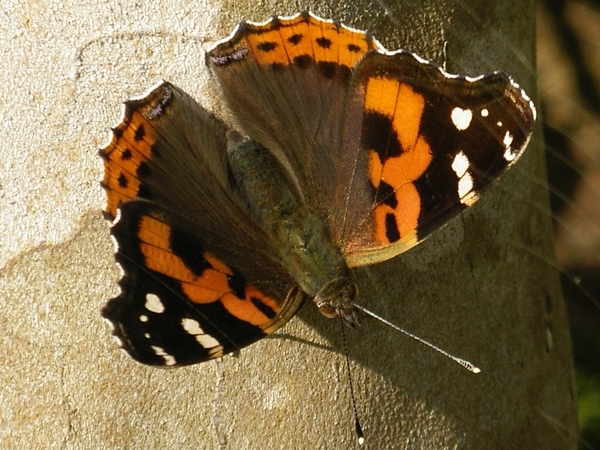
アカタテハ Vanessa indica (アカタテハ属)